# Magaly Solier Romero
Magaly Solier Romero (Huanta, 11 de juny del 1986) és una actriu de cinema i cantautora peruana. Va treballar a la pel·lícula hispano-peruana Madeinusa i més tard a La teta asustada, que va obtenir en 2009 l'Os d'Or al Festival Internacional de Cinema de Berlín. Quant a la seva faceta com a cantautora, ha publicat dos àlbums, Warmi (2009) i Coca Quintucha (2015). Nomenada com a Artista de la Pau per la UNESCO, el 2017.

## Primers anys
Magaly Solier va néixer a la província de Huanta, departament d'Ayacucho, regió que va sofrir la violència terrorista durant les dècades de 1980 i 1990.
Solier és d'origen indígena, des de nena va competir a nivell local en atletisme, però el cant era la seva afició. En 2003 i 2004 va guanyar el X i l'XI Festival de la Cançó Ayacuchana "Buscant Nous Valors".

## Carrera
Va debutar com a actriu en la pel·lícula peruana Madeinusa, que va ser rodada en 2005. En 2006 va obtenir els seus dos primers premis: Millor actriu en el Festival Internacional de Cinema de Cartagena de Indias, a Colòmbia, i al Festivalissimo - Festival Ibero-Llatinoamericà de Mont-real, al Canadà.
En 2007 va participar en la pel·lícula Dioses de Josué Méndez. Després va protagonitzar la pel·lícula peruana La teta asustada, segona cinta de Claudia Llosa gravada en 2008 i per la qual va guanyar en 2009 premis a Millor actriu en els festivals de cinema de Lima, Gramado, Guadalajara i Mont-real, on el flim també va ser premiat com a Millor pel·lícula, així com en l'Havana, Bogotà i va obtenir el màxim guardó, l'Os d'Or, de la Berlinale del 2009. La cinta va estar a més nominada en 2010 al premi Ariel (Mèxic) en la categoria de Millor pel·lícula iberoamericana. El gener del 2010, La teta asustada va ser nominada al premi Óscar (EUA) en la categoria de Millor pel·lícula en idioma estranger (és la primera pel·lícula peruà-espanyola nominada a aquest premi). La pel·lícula va ser nominada al premi Goya (Espanya) en la categoria de Millor Pel·lícula Hispanoamericana.
Solier va protagonitzar la pel·lícula belga-germànico-neerlandesa Altiplano, dirigida per la parella belga/americana Peter Brosens & Jessica Woodworth, en la qual comparteix pantalla amb l'actor belga Olivier Gourmet. La pel·lícula va ser rodada en Brabant Való (Bèlgica) i Arequipa (Perú), i va obtenir els premis al Gran Premi en la Competició Principal i a l'Especial per la Consciència Ambiental, atorgats en el Festival de Cinema de Bangkok.
El març de 2009 va llançar el seu primer disc, titulat Warmi, amb temes en quítxua composts per ella mateixa. Va ser el disc més venut d'aquest any i premiat com a Millor Disc Música Peruana/Fusió, "Premi Luces" del diari El Comercio el 2009.
En 2009 va gravar la pel·lícula espanyola Amador de Fernando León de Aranoa (director de les cintes Barrio, Los lunes al sol, Princesas).
A l'abril de 2010, va partir a La Paz, Bolívia, a rodar amb Mateo Gil (guionista de Mar adentro, Agora) la seva sisena pel·lícula, Blackthorn, on té un paper secundari al costat de tres reconeguts actors: l'estatunidenc Sam Shepard, l'espanyol Eduardo Noriega i del britànic Stephen Rea.
El 8 d'octubre de 2010 es va estrenar Amador, el seu quart paper protagonista, convertint-se en la primera actriu peruana a obtenir papers protagonistes en produccions europees. Amador, de Fernando León de Aranoa, es va estrenar en la Berlinale del 2011, dins de la secció Panorama, on fou ovacionada pel públic i la crítica en aquest festival de cinema.
Al març del 2011, Amador va competir en el Festival Internacional de Cinema de Guadalajara, FICG26, a Mèxic, on Magaly Solier va obtenir el premi a Millor Actriu (el seu desè premi) i Fernando León de Aranoa el premi a Millor Director.
El juny de 2011 va marxar cap a Xile a gravar la que serà la seva vuitena pel·lícula i cinquè protagonista, Ñusta Huillac, La Tirana, on interpreta una princesa inca guerrera.
A l'octubre del mateix any, va viatjar novament a Xile a gravar el llargmetratge italià Alfonsina y el mar, a càrrec de Davide Sordella, que va coprotagonitzar amb la diva del cinema italià Lucía Bosé, mare del famós cantant Miguel Bosé.
Al maig de 2012, Solier va gravar per a la pel·lícula peruana Extirpador de idolatrías, estrenada en el 2016 pel qual obté la Nominació a Millor Actriu en els Premis Luces de El Comercio. A Lambayeque, el mes de novembre de 2012, Solier va participar com a part del jurat en l'IX Festival Internacional de Curtmetratges (FENACO), on es va estrenar el curtmetratge Supremo Mandamiento que ella protagonitza.
Va debutar en el teatre protagonitzant Cao(s)-Visiones de la Dama Moche. En 2014 va participar en la pel·lícula peruana Magallanes del director Salvador del Solar.
Al juliol de 2015 va publicar el seu segon àlbum, Coca Quintucha, un treball de major maduresa que Warmi i amb característiques molt més accentuades del folklore andí.
Al juliol de 2017, Magaly juntament amb Eva Ayllón van ser ambaixadores de la marca Dove, que per festes pàtries van ser imatge en una forma d'homenatge i reconeixement per a revalorar a la veritable bellesa peruana.
Al novembre de 2018, Solier al costat de Nivardo Carrillo, van formar part del 350 aniversari de la fundació de San Carlos de Puno, retratant la Llegenda de Manco Cápac i Mama Ocllo, emergint de Llac Titicaca.
Al maig de 2019, es va estrenar Retablo (pel·lícula) dirigida per Álvaro Delgado Aparicio, en el qual Solier va estar en el repartiment principal, va ser rodada en quítxua, i abordant temes com la homofòbia i intolerància.
El març de 2020, pel Dia Internacional de la Dona, el portal Properati el Perú va realitzar un informe de les dones peruanes més buscades en Internet i els qui sobresurten en cada regió, i Solier era la més buscada a Huanta.

## Vida personal
És natural de la regió andina d'Ayacucho, la zona del Perú que més va sofrir per la guerra entre Sendero Luminoso, les Forces Armades i les policies peruanes, que entre 1980 i 2000 va deixar 69.000 morts. Per ells en la seva cançons narra les seqüeles que aquest passatge històric va deixar a la seva regió natal i, en particular, en les dones ayacuchanas. Solier reuneix cançons de temàtica andina cantades en quítxua i castellà.
El 9 de juny de 2012, Magaly va contreure matrimoni civil amb el ciclista huamanguino Erick Plinio Mendoza Gómez, en una cerimònia íntima en el seu natal Ayacucho, que es va desenvolupar en el saló consistorial de la municipalitat provincial de Huamanga. Tots dos foren pares al febrer de 2013.
Al juliol de 2015, Solier va anunciar estar embarassada del seu segon fill.
Al febrer de 2017, Magaly a través d'un relat d'una experiència personal en el col·legi. es va sumar a la campanya «Educació amb igualtat», desenvolupada per PROMSEX, Amnistia Internacional Perú i MANTHOC, amb l'objectiu de posar en evidència la necessitat de garantir el dret a una educació basada en la igualtat i la no discriminació.
El juny de 2017, Solier va ser declarada com a Artista de la Pau per la Unesco a França, en reconeixement del seu defensa de la seva llengua, indígena natal, el quítxua, i dels drets de les dones.

## Filmografia
| Any  | Títol                       | País           | Rol           | Director                          | Notes        |
| ---- | --------------------------- | -------------- | ------------- | --------------------------------- | ------------ |
| 2005 | Madeinusa                   | Perú           | Madeinusa     | Claudia Llosa                     |              |
| 2007 | Dioses                      | Perú           | Inés          | Josué Méndez                      |              |
| 2008 | La teta asustada            | Perú           | Fausta        | Claudia Llosa                     |              |
| 2008 | Altiplano                   | Bèlgica        | Saturnina     | Peter Brosens i Jessica Woodworth |              |
| 2010 | Amador                      | Espanya        | Marcela       | Fernando León de Aranoa           |              |
| 2011 | Blackthorn                  | Espanya        | Yana          | Mateo Gil                         |              |
| 2012 | Ñusta Huillac, La Tirana    | Xile           | Ñusta Huillac | Juan Luis Muñoz                   |              |
| 2012 | Alfonsina y el mar          | Xile           | Warmi         | David Sordella                    |              |
| 2012 | Choleando                   | Perú           | Ella mateixa  | Roberto de la Puente              | Documental   |
| 2012 | Supremo mandamiento         | Perú           | Dona          | Juan Camborda                     | Curtmetratge |
| 2013 | Sigo siendo (Kachkaniraqmi) | Perú           | Ella mateixa  | Javier Corcuera                   | Documental   |
| 2014 | Les Hommes d'Argile         | Bèlgica        | Khadija       | Mourad Boucif                     |              |
| 2014 | Mochica                     | Perú           | Veu de Siri   | Luigi Esparza i Mauricio Esparza  | Animació     |
| 2015 | Blas                        | Xile           | Gabriela Blas | Felipe Carmona                    | [ 27 ]       |
| 2015 | Magallanes                  | Perú           | Celina        | Salvador del Solar Labarthe       |              |
| 2016 | Extirpador de idolatrías    | Perú           | Mamá del niño | Manuel Siles                      |              |
| 2016 | El viaje macho              | Perú           |               | Luis Basurto                      |              |
| 2017 | Retablo                     | Perú           | Anatolia      | Álvaro Delgado-Aparicio           |              |
| 2018 | La Matriarca                | Colòmbia       | Dionisia      | Julián Casanova Ramírez           |              |
| 2019 | Vivir Ilesos                | Perú Argentina | Lucía         | Manuel Siles                      |              |
| 2019 | Lina de Lima                | Xile           | Lina          | María José González               |              |

## Teatre
- Cao(s)-Visiones de la Dama Moche (2013) com Dama de Cao, direcció Rebeca Ráez.[28]

## Discografia
| Any  | Informació                                                                                             | Posicions |
| Any  | Informació                                                                                             | Perú      |
| ---- | --- | --------- |
| 2009 | Warmi - Primer àlbum d'estudi - Llançament: 12 de març de 2009 - Discogràfica: Phantom Records         | 1         |
| 2015 | Coca Quintucha Segon àlbum d'estudi - Llançament: 13 de juliol de 2015 - Discogràfica:Cali Flores EIRL |           |

## Premis i nominacions
| Any  | Lloc                                                         | País         | Categoria                        | Treball                  | Resultat    | Notes  |
| ---- | ------------------------------------------------------------ | ------------ | -------------------------------- | ------------------------ | ----------- | ------ |
| 2007 | Festival Internacional de Cinemama de Cartagena              | Colòmbia     | Millor actriu                    | Madeinusa                | Guanyadora  | [ 30 ] |
| 2007 | Festivalissimo - Festival Ibero-Llatinoamericà de Mont-real  | Canadà       | Millor actriu                    | Madeinusa                | Guanyadora  | [ 31 ] |
| 2009 | Festival Internacional de Cinema de Guadalajara              | Mèxic        | Millor actriu                    | La teta asustada         | Guanyadora  | [ 32 ] |
| 2009 | Festival de Cinema de Lima                                   | Perú         | Millor actriu                    | La teta asustada         | Guanyadora  | [ 33 ] |
| 2009 | Festival de Cinema de Gramado                                | Brasil       | Millor actriu                    | La teta asustada         | Guanyadora  | [ 34 ] |
| 2009 | Festival du Nouveau Cinéma                                   | Canadà       | Millor actriu                    | La teta asustada         | Guanyadora  | [ 35 ] |
| 2009 | Premi Luces de El Comercio                                   | Perú         | Millor actriu de Cinema          | La teta asustada         | Guanyadora  | [ 36 ] |
| 2009 | Premio Luces de El Comercio                                  | Perú         | Millor Disc Música Peruana/Fusió | Warmi                    | Guanyadora  | [ 37 ] |
| 2010 | D-World Award Archivies                                      | Estats Units | Millor actriu                    | La teta asustada         | Guanyadora  | [ 38 ] |
| 2010 | Festival de Cinema d'Avança                                  | Portugal     | Millor actriu                    | Altiplano                | Guanyadora  | [ 39 ] |
| 2011 | Festival Internacional de Cinema de Guadalajara              | Mèxic        | Millor actriu                    | Amador                   | Guanyadora  | [ 40 ] |
| 2011 | Festival Internacional de Cinema "Zerkalo" Andrei Tarkovsky  | Rússia       | Millor actriu                    | Amador                   | Guanyadora  | [ 41 ] |
| 2015 | Festival de Cinema de Lima                                   | Perú         | Millor actriu                    | Magallanes               | Guanyadora  | [ 42 ] |
| 2015 | Festival Internacional de Cinema de Huelva                   | Espanya      | Millor actriu                    | Magallanes               | Guanyadora  | [ 43 ] |
| 2015 | Premis Luces de El Comercio                                  | Perú         | Millor actriu de Cinema          | Magallanes               | Nominada    | [ 44 ] |
| 2015 | PREMIS TUNKI                                                 | Perú         | Millor actriu                    | Magallanes               | Guanyadora  | [ 45 ] |
| 2015 | Staff de Cinemancuentro                                      | Perú         | Millor actriu                    | Magallanes               | Guanyadora  | [ 46 ] |
| 2016 | Premis Platino                                               | Uruguai      | Millor actriu                    | Magallanes               | Prenominada | [ 47 ] |
| 2016 | Mostra de Cinema Llatinoamericà de Catalunya                 | Espanya      | Millor actriu                    | Magallanes               | Guanyadora  | [ 48 ] |
| 2016 | Premis Fénix                                                 | Mèxic        | Millor actriu                    | Magallanes               | Nominada    | [ 49 ] |
| 2016 | Premio Luces de El Comercio                                  | Perú         | Millor actriu de Cinema          | Extirpador de idolatrías | Nominada    | [ 50 ] |
| 2017 | Unesco                                                       | França       | Artista de la Pau                | Ella mateixa             | Guanyadora  | [ 51 ] |
| 2020 | Premi Luces de El Comercio                                   | Perú         | Millor actriu                    | Vivir ilesos             | Nominada    | [ 52 ] |
| 2020 | Premio Luces de El Comercio                                  | Perú         | Millor actriu secundària         | Retablo (pel·lícula)     | Nominada    | [ 53 ] |
| 2020 | Premis FAMA de Diari La República                            | Perú         | Millor actriu de Cinema nacional | Retablo (pel·lícula)     | Nominada    | [ 54 ] |
| 2020 | Premis APRECI (Asociación Peruana de Prensa Cinematográfica) | Perú         | Millor actriu de repartiment     | Retablo (pel·lícula)     | Guanyadora  | [ 55 ] |
| 2020 | Festival de Cinema de Xile                                   | Xile         | Millor actriu                    | Lina de Lima             | Guanyadora  | [ 56 ] |